# Eléfant
Pour les articles homonymes, voir Elefant.
Eléfant est un prélat du Moyen Âge, coadjuteur du diocèse de Nîmes à partir de 1066, puis évêque de Nîmes à la mort de Frotaire à partir de 1077 environ, jusque vers 1084, avec Pierre Ermengaud comme coadjuteur.